# Rue Tripière
La rue Tripière (en occitan : carrièra Tripièra) est une voie publique de Toulouse, chef-lieu de la région Occitanie, dans le Midi de la France. Elle se trouve au cœur du quartier Capitole, dans le secteur 1 - Centre.

## Situation et accès

### Description

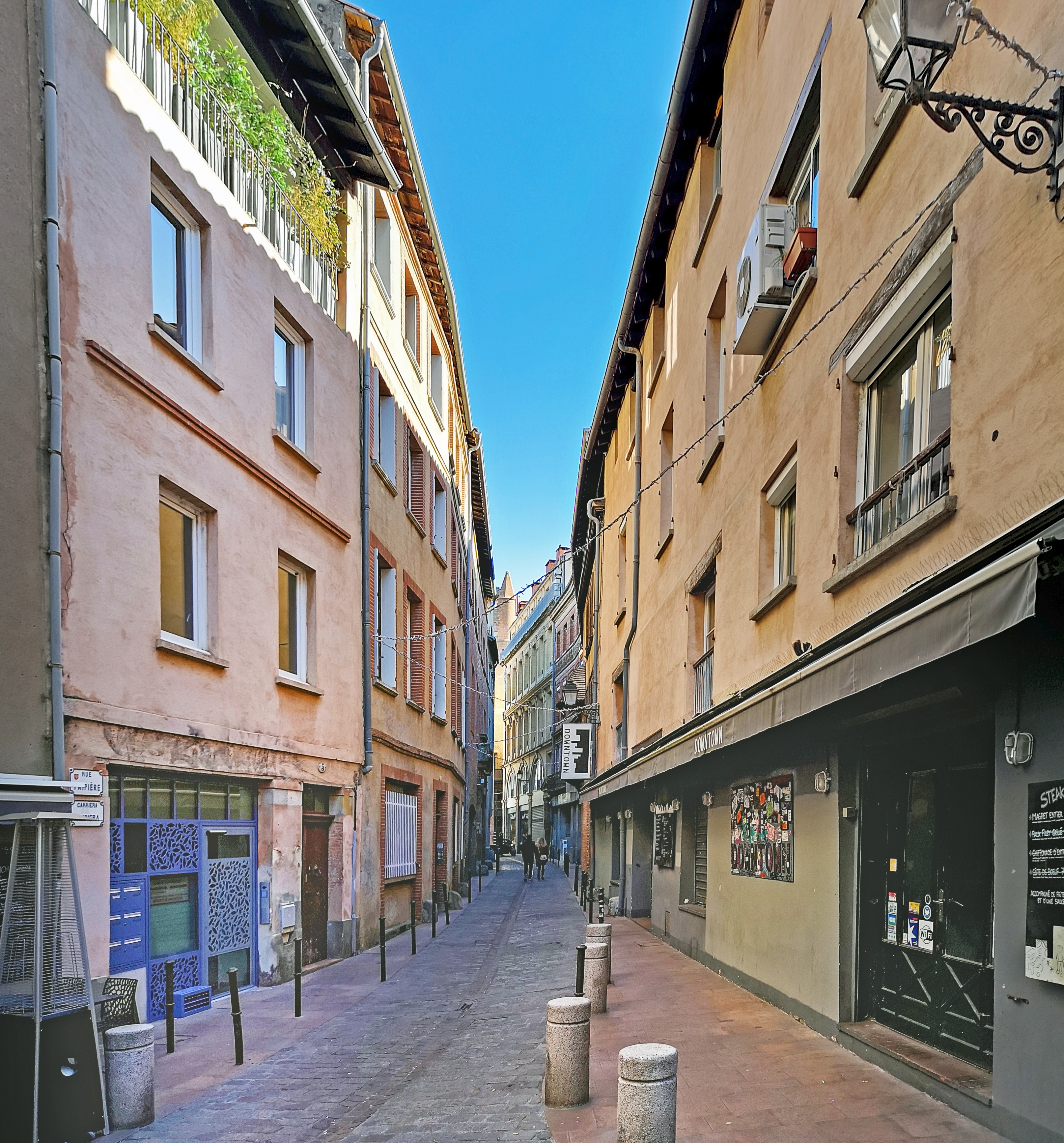
La rue Tripière vue du carrefour de la rue Bédelières.

La rue Tripière est une voie publique située dans le centre-ville de Toulouse. C'est une rue caractéristique de la vieille ville médiévale et elle n'est large que de 6 mètres – 3 mètres dans les parties les plus étroites. La rue Tripière naît de la rue Sainte-Ursule, presque à l'angle de la rue Temponières, face à la place de la Bourse. Sur la première partie de son parcours, elle suit un parcours orienté au nord-est, long de 52 mètres, jusqu'à former une placette irrégulière, au carrefour de la rue du May et de la rue Bédelières, qui était désigné au Moyen Âge comme le carrefour du Tombarelle. Elle s'oriente ensuite au sud-est et rejoint après 68 mètres la rue Saint-Rome.

### Voies rencontrées
La rue Tripière rencontre les voies suivantes, dans l'ordre des numéros croissants (« g » indique que la rue se situe à gauche, « d » à droite) :
1. Rue Sainte-Ursule
2. Rue du May (g)
3. Rue Bédelières (g)
4. Rue Saint-Rome

### Transports
La rue Tripière n'est pas directement desservie par le réseau de transport en commun Tisséo. Elle se trouve toutefois à proximité immédiate de la station de métro Esquirol, sur la ligne  . 
La station de vélos en libre-service VélôToulouse les plus proches sont les stations no 4 (no 15 rue Sainte-Ursule), no 10 (no 15 place Étienne-Esquirol), no 11 (no 2 place de la Daurade) et no 288 (no 28 rue des Marchands).

## Odonymie

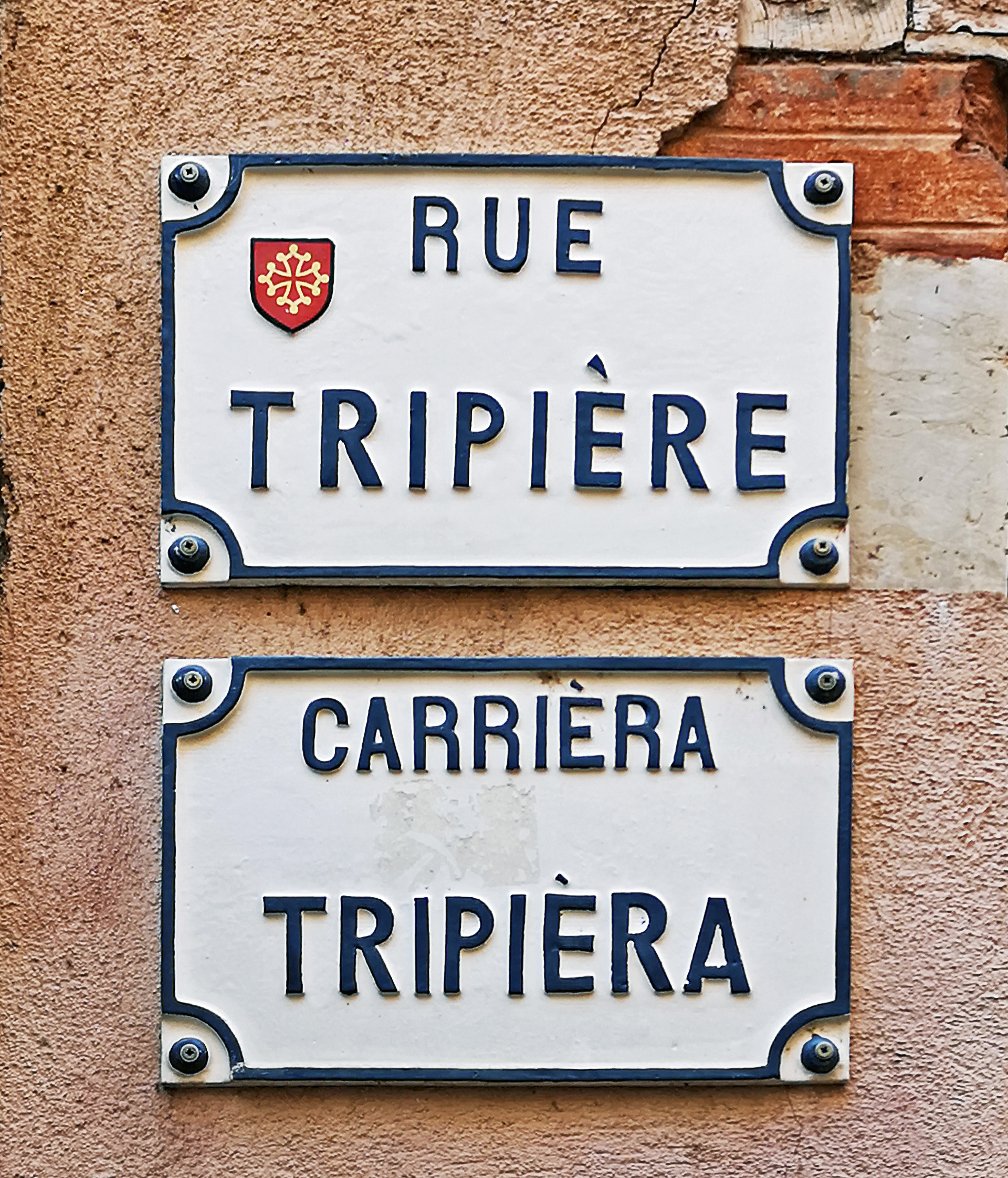
Plaques de rue en français et en occitan.

La rue Tripière portait déjà ce nom au XVe siècle. Il rappelle la présence dans cette rue et dans les rues voisines des artisans tripiers (tripièrs en occitan), qui étalaient leurs marchandises sur des bancs dans les étroites ruelles du quartier. On la désignait également d'autres noms, liés à ces mêmes artisans : rue Agnelières pour les bouchers de viande de mouton et d'agneau (anhelièrs en occitan), rue Budolières pour les tripiers (budelièrs en occitan) ou Bédelières pour les bouchers de viande de veau (bedelièrs en occitan) – c'est d'ailleurs le nom de l'actuelle rue Bédelières, qui relie la rue Saint-Rome à la rue Tripière. En 1794, pendant la Révolution, on lui donna le nom de rue de la Cordialité, mais il ne subsista pas,.
Le nom de Tripières n'était pas exclusif à la rue actuelle. Il existait une autre rue Tripières ou Tripières-Vieilles, dans le faubourg Saint-Cyprien : l'actuelle rue Charles-Viguerie.

## Histoire

### Moyen Âge et période moderne
Au Moyen Âge, la rue Tripière appartient au capitoulat. La population profite de la proximité du four dit « de Tripières ». 
Elle se trouve au cœur d'un quartier de bouchers qui s'organise autour de la rue des Bancs Majous (actuelle rue Saint-Rome) et des rues perpendiculaires, rue Tripière, rue Bédelières et rue des Pélégantières-Ample (actuelle rue du May). 
Au XVIIIe siècle, la rue est profite largement de l'animation de la rue Saint-Rome et de la rue des Changes. Plusieurs voitures de diligences y ont leur départ, à proximité de l'hôtellerie à l'Écu de France, une auberge à enseigne privilégiée tenue jusqu'au début du XIXe siècle par un certain Arnaud Julian, puis par sa veuve. 

### Époque contemporaine
Au milieu du XXe siècle, la rue abrite des boutiques textiles, telle la bonneterie Alba (actuel no 18). L'auberge Louis XIII occupe quant à elle un vaste emplacement à l'angle de la rue du May (actuel no 1 bis).
En 1974, la rue Saint-Rome et la rue des Changes sont les deux premières rues de la ville à être rendues piétonnes. La rue Tripière est, comme la rue du May, rendue semi-piétonne dans les années 1990. Dans le même temps, plusieurs immeubles sont rénovés ou même reconstruits, comme la résidence du May en 1987 (actuel no 3).

## Patrimoine

### Musée du Compagnonnage
Le bâtiment actuel résulte de la réunion de deux immeubles en corondage. Le premier (actuel no 12) appartient au XVIe siècle au marchand Pierre de Serta, capitoul en 1529-1530, qui avait son hôtel particulier au bout de la rue (actuel no 2 rue Saint-Rome), tandis que le deuxième (actuel no 14), est peut-être construit au début du XVIIe siècle, quand il appartient au marchand Paul Virazel, capitoul en 1617-1618. Les bâtiments sont occupés à partir du XIXe siècle par les Compagnons du tour de France. Il est par la suite transformé en musée du Compagnonnage et expose les chefs-d'œuvre des sociétés compagnonniques de la Fédération, de toutes les époques et de tous les métiers.
Les rez-de-chaussée des deux immeubles sont différents. À droite, les piédroits sont en bois, soutenus par des montants en brique. À gauche, il est maçonné en brique et ouvert par une grande arcade de boutique voûtée en anse de panier. Aux étages, le pan de bois est à grille et décharges, et les fenêtres ont des cadres et des appuis moulurés en bois. Au 1er étage, deux petits lapins, symboles des jeunes Compagnons, sont sculptés dans le hourdis de torchis. La travée centrale est mise en valeur par un oriel en bois. Le balcon, soutenu par un encorbellement dans lequel s'inscrit le mot « PAIX », est doté d'un garde-corps à balustres. La haute fenêtre est encadrée par des pilastres et surmontée d'un toit à bardeaux de bois. Elle contient, sous verre, l'image du Père Soubise.

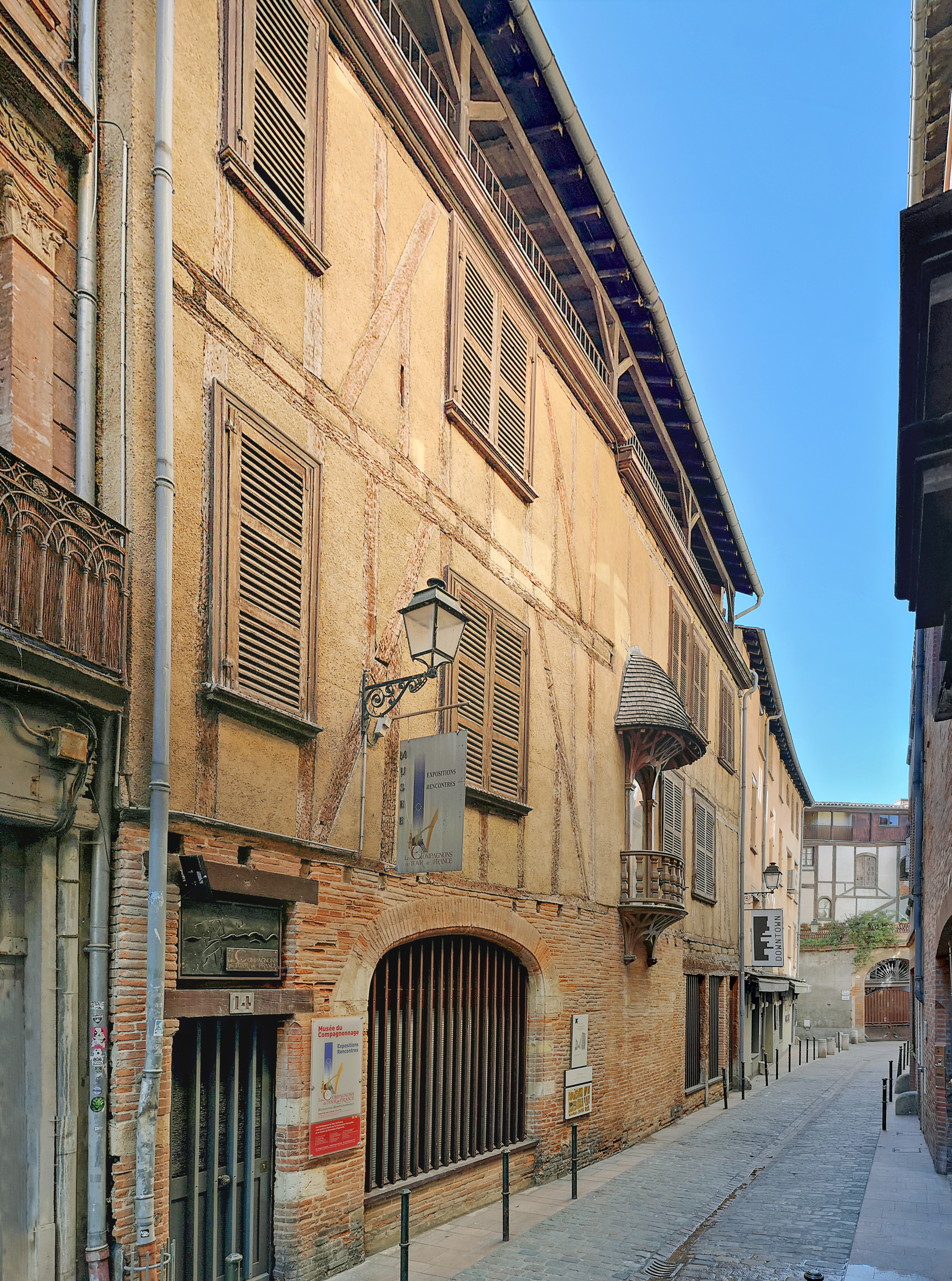
Le musée du Compagnonnage.
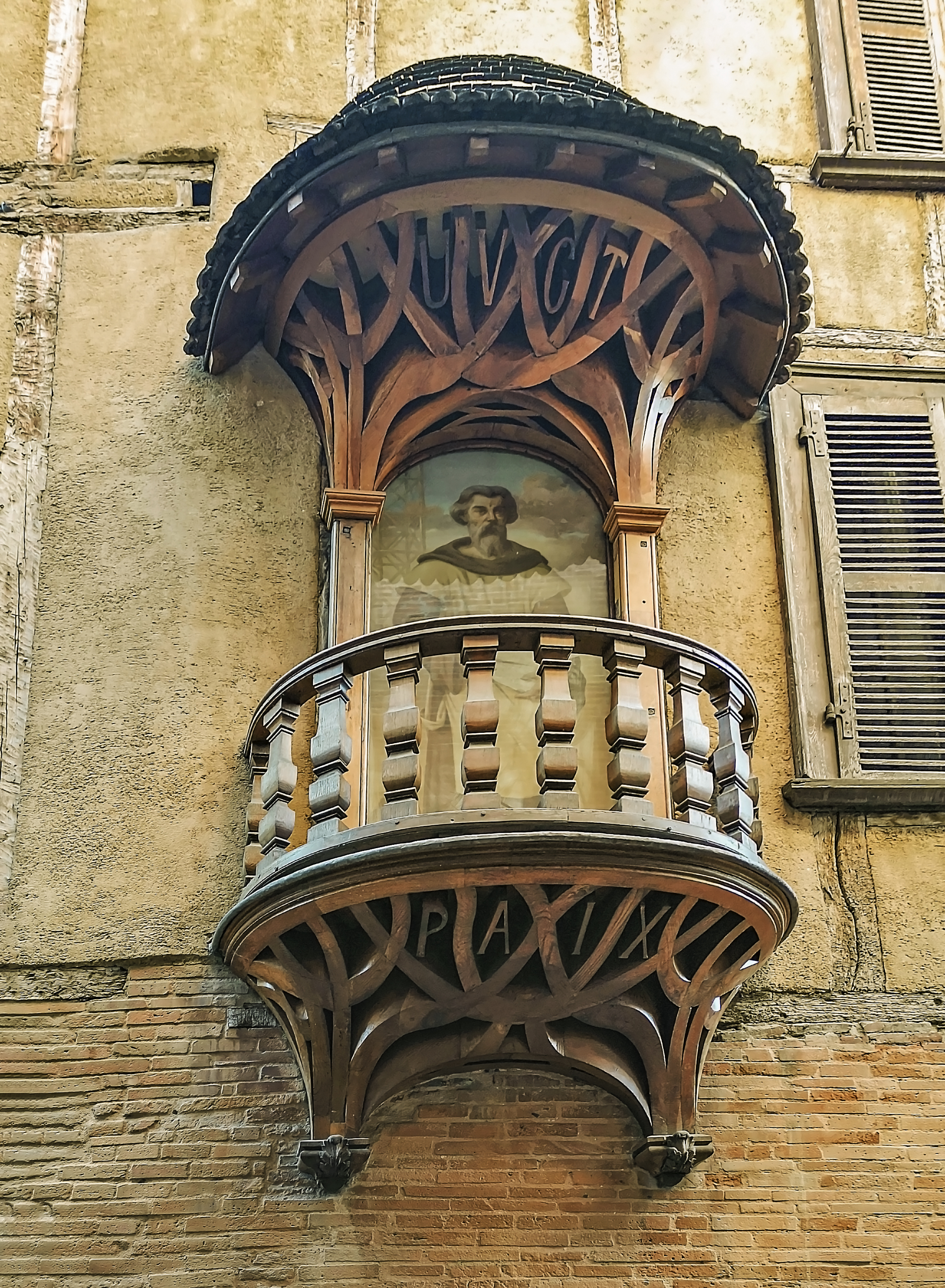
L'image du Père Soubise.

### Hôtels particuliers
- no  9 : hôtel de Pierre Comère (1616-1617 ; 1626).  Inscrit MH (1950, façades sur cour de l'arrière-corps et porte sur la rue Tripière)[15],[16].

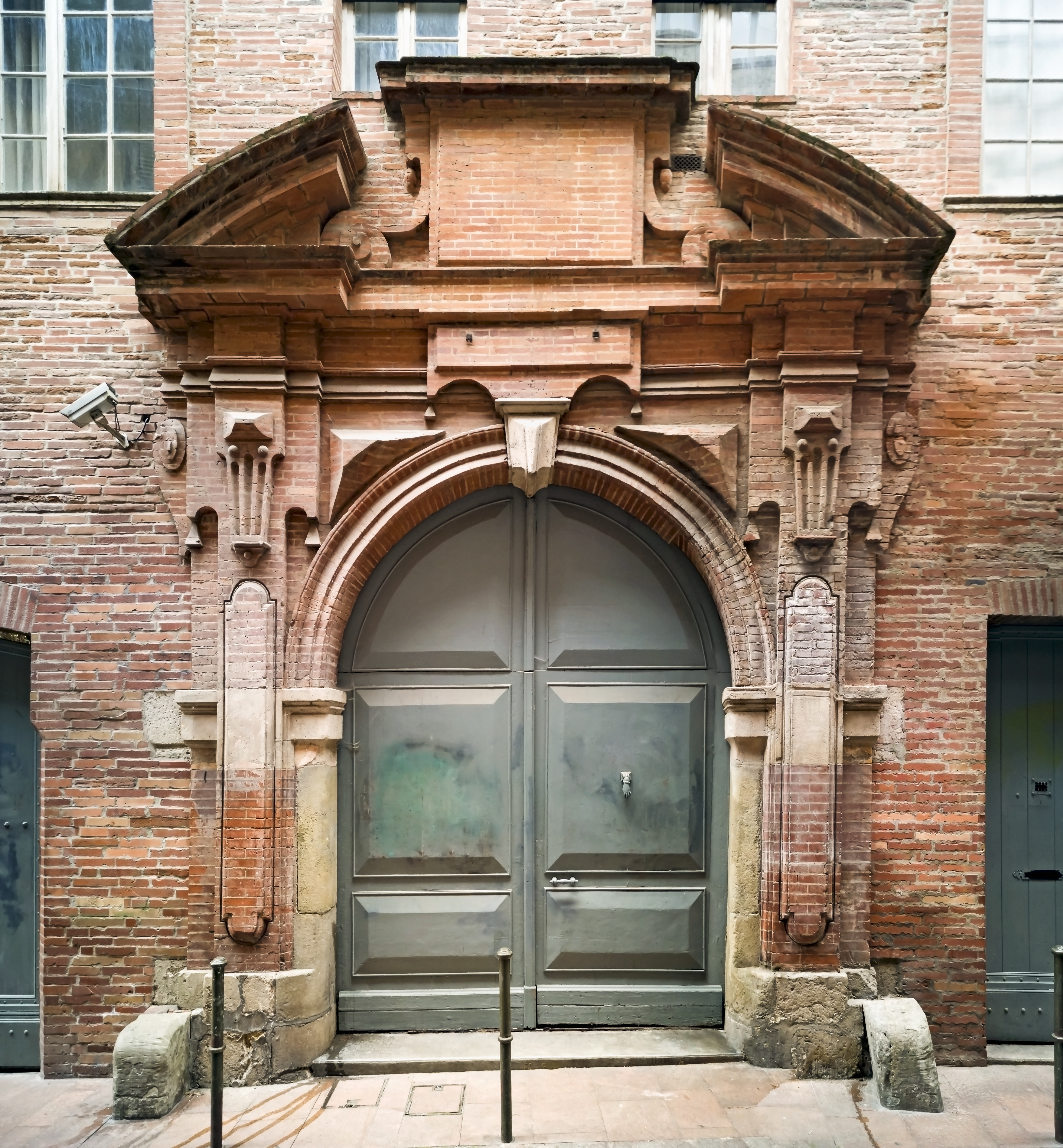
Portail de l'hôtel de Pierre Comère
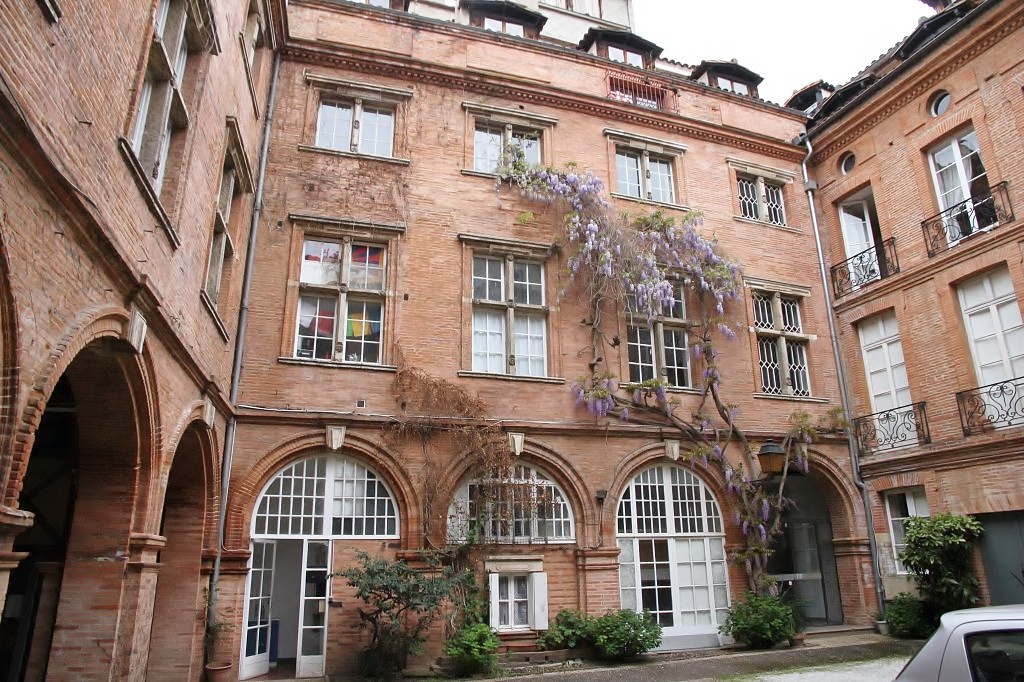
Cour intérieure de l'hôtel.

- no  10 : hôtel de la Belle Paule (XVe siècle ; XVIe siècle)[17].

### Immeubles
- no  1 bis : immeuble. 
L'immeuble, de style classique, est construit au XVIIIe siècle à l'angle de la rue du May. Les trois corps de bâtiment s'organisent autour d'une cour, fermée du côté de la rue Tripière par un mur. Celui-ci est percé d'une porte cochère qui a conservé une imposte en fer forgé. Le corps de bâtiment sur la rue Tripière s'élève sur trois étages. Il est à pan de bois à grilles. Le dernier étage est ouvert par une galerie, soutenue par des colonnes en bois[18].

- no  18 : maison Soucaze. 
L'immeuble, de style néoclassique, est construit en 1854 sur les plans d'Urbain Vitry pour le commerçant Soucaze. Il bénéficie d'un emplacement remarquable, entre la rue Tripière, la rue Temponières et la rue Saint-Rome. Le rez-de-chaussée et l'entresol sont réunis par de hautes arcades encadrées de pilastres à chapiteaux doriques. La porte piétonne, dans la travée de droite, est encadrée de pilastres cannelés à chapiteaux corinthiens, soutenant un entablement surmonté d'un fronton triangulaire[19].